# Guillaume de Chamalières
Guillaume de Chamalières était un religieux du Moyen Âge central qui fut évêque de Clermont au XIe siècle.

## Biographie
Issu d’une famille noble et puissante de Chamalières il fut fait évêque d’Auvergne en 1073 à la suite de l'abandon du poste par Étienne de Polignac qui avait préféré devenir évêque du Puy. En 1077, l'évêque et légat du pape Hugues de Die, vint tenir un concile à Clermont. Il déposa Guillaume de Chamalières pour simonie et usurpation. C’est Durand, abbé de la Chaise-Dieu, qui fut nommé à la place,.